# Camelianus fuhrmanni
Camelianus fuhrmanni is een hooiwagen uit de familie Manaosbiidae. De wetenschappelijke naam van Camelianus fuhrmanni gaat terug op Roewer.